# アルテリン酸
アルテリン酸(Artelinic acid)は、抗マラリア剤として研究されている試験薬である。天然化合物アルテミシニンからの半合成物質である。関連のアルテミシン誘導体であるアルテエテルやアルテメテルと比べて神経毒性の割合が低いが、アルテスネイトと比べると3倍も高い。現時点では、アルテスネイトやアルテメテル等のすでに流通しているアルテミシニンと比べた明らかな優位性が見られず、臨床で日常的に使われる薬になる見込みは薄い。また、まだヒトへの使用は評価されていない。